# Christiane Mitterwallner
Christiane Mitterwallner est une skieuse alpine autrichienne, née le 10 juillet 1974 à Schladming. Elle compte une victoire en Coupe du monde et une participation aux Jeux olympiques d'hiver.

## Palmarès

### Jeux olympiques d'hiver
Christiane Mitterwallner participe aux Jeux de Nagano en 1998. Elle y dispute une seule course, la slalom géant, dont elle se classe 21e.
| Épreuve / Édition | Nagano 1998 |
| ----------------- | ----------- |
| Slalom Géant      | 21e         |

### Championnats du monde
Christiane Mitterwallner participe à une seule édition des championnats du monde de ski alpin, en 1999. Elle y dispute deux courses et obtient son meilleur résultat en slalom géant avec la 18e place.
| Épreuve / Édition | Beaver Creek 1999 |
| ----------------- | ----------------- |
| Super-G           | 20e               |
| Slalom géant      | 18e               |

### Coupe du monde
Au total, Christiane Mitterwallner participe à 74 courses en Coupe du monde et compte une victoire,.

#### Différents classements en Coupe du monde
| Saison / Épreuve | Saison / Épreuve | Général | Général | Descente | Descente | Super-G | Super-G | Slalom géant | Slalom géant |
| ---------------- | ---------------- | ------- | ------- | -------- | -------- | ------- | ------- | ------------ | ------------ |
| Saison / Épreuve | Saison / Épreuve | Class.  | Points  | Class.   | Points   | Class.  | Points  | Class.       | Points       |
| 1996             | 1996             | 86e     | 23      | -        | -        | 39e     | 13      | 46e          | 10           |
| 1998             | 1998             | 72e     | 46      | -        | -        | 41e     | 12      | 32e          | 34           |
| 1999             | 1999             | 33e     | 289     | 53e      | 1        | 11e     | 188     | 18e          | 100          |
| 2000             | 2000             | 34e     | 324     | 47e      | 20       | 9e      | 271     | 35e          | 33           |
| 2001             | 2001             | 65e     | 72      | -        | -        | -       | -       | 25e          | 72           |

#### Détail des victoires
| Saison / Épreuve | Super-G          | Total |
| 1999             | Mammoth Mountain | 1     |
| Total            | 1                | 1     |

#### Performances générales
| Résultat  | Descente | Super-G | Slalom géant | Total |
| --------- | -------- | ------- | ------------ | ----- |
| 1re place | -        | 1       | -            | 1     |
| 2e place  | -        | -       | -            | -     |
| 3e place  | -        | -       | -            | -     |
| Top 10    | -        | 2       | 6            | 8     |
| Top 30    | 2        | 11      | 28           | 41    |
| Autres    | 7        | 14      | 12           | 33    |
| Départs   | 9        | 25      | 40           | 74    |